# Casigua El Cubo
Casigua El Cubo é uma cidade venezuelana, capital do município de Jesús María Semprún.